# Wolfgang Juhrsch
Wolfgang Juhrsch (* 6. Januar 1948) war Fußballspieler in der DDR. Für den 1. FC Union Berlin spielte er in der höchsten DDR-Fußballklasse, der Oberliga. Er spielte dreimal in der DDR-Junioren-Nationalmannschaft. Nach seiner Fußballerlaufbahn war er bei unterklassigen Fußball-Mannschaften Trainer.

## Fußballspieler

### Sachsen und Thüringen
Im Alter von zehn Jahren wurde Juhrsch in die Kindermannschaft der Betriebssportgemeinschaft (BSG) Aufbau Meißen aufgenommen. Als Juniorenspieler wechselte er 1965 zum SC Einheit Dresden, zu dieser Zeit zweite Kraft in Dresden hinter der SG Dynamo. Gleichzeitig wurde er in den Kader der DDR-Junioren-Nationalmannschaft aufgenommen und bestritt im Herbst 1965 drei Junioren-Länderspiele, in denen er als Mittelfeldspieler eingesetzt wurde. Nachdem Juhrsch 1966 für den Männerbereich spielberechtigt geworden war, spielte er für die inzwischen aus dem Sportklub ausgegliederten FSV Lok Dresden kurzzeitig in der zweitklassigen DDR-Liga. Im November 1966 wurde er zum Militärdienst eingezogen und zur Armeesportgemeinschaft Vorwärts Meiningen abkommandiert, wo er weiterhin in der DDR-Liga Fußball spielen konnte. Als Juhrsch im Mai 1968 aus der Armee entlassen wurde, schloss er sich dem Oberligisten FC Rot-Weiß Erfurt an, wurde dort aber nur in der 2. Mannschaft eingesetzt, die in der DDR-Liga spielte.

### 1. FC Union Berlin
Nachdem dem Rot-Weiß II am Ende der Saison 1968/69 abgestiegen war, wechselte Juhrsch zum Oberliga-Absteiger 1. FC Union Berlin. Auch dort spielte er zunächst nur in der 2. Mannschaft in der drittklassigen Bezirksliga. Erst in der Rückrunde der Saison 1969/70 rückte er in die 1. Mannschaft auf und bestritt elf der restlichen 15 Punktspiele, nach denen Union den sofortigen Wiederaufstieg in die Oberliga geschafft hatte. In der Oberligasaison 1970/71 gehörte zum Aufgebot der 1. Mannschaft und bestritt gleich am 1. Spieltag sein erstes Oberligaspiel. In der Begegnung Union Berlin – Rot-Weiß Erfurt (4:1) wurde er im linken Mittelfeld aufgeboten. Wurde er in der Hinrunde noch unregelmäßig eingesetzt, erkämpfte sich Juhrsch in der Rückrunde mit zwölf Einsätzen einen Stammplatz in der Oberligaelf. Diesen Status und seine Position im Mittelfeld verteidigte er bis 1975. 1973 musste Union erneut absteigen, sodass Juhrsch seine letzten beiden Spielzeiten beim Klub in der DDR-Liga verbringen musste. Sein letztes Pflichtspiel für die Berliner am 20. April 1975 war die DDR-Liga-Begegnung Vorwärts Frankfurt/O. II – 1. FC Union (0:2). Nach 127 Pflichtspielen, darunter 65 Oberligaspiele mit sieben Torerfolgen beendete der 27-jährige Juhrsch im Sommer 1975 seine Laufbahn beim 1. FC Union Berlin.

### Karriere-Ausklang
Zwischen 1975 und 1977 spielte Juhrsch für die BSG Stahl Finow in der DDR-Liga. Nach dem Abstieg aus der DDR-Liga wechselte er für die Saison 1977/78 zum Ost-Berliner Bezirksligisten Sparta Lichtenberg und war danach von 1978 bis 1981 beim Ligakonkurrenten EAB Lichtenberg 47 aktiv. In der Saison 1980/81 verhalf Juhrsch den Lichtenbergern zur Bezirksmeisterschaft und zum Aufstieg in die DDR-Liga, beendete aber zum Saisonende 33-jährig endgültig seine Karriere als Fußballspieler.

## Fußballtrainer
Nach seiner Laufbahn als Fußballspieler wurde Juhrsch Fußballtrainer. Er trainierte ausschließlich unterklassige Mannschaften und wechselte meist in kurzen Abständen. Bis 2010 war er bei 17 Sportgemeinschaften und Vereinen als Trainer tätig. Seine ersten Stationen waren unter anderen die DDR-Bezirksligisten Motor Eberswalde, TSG Meißen und Lok Halberstadt. Die meisten Jahre hielt er sich in Zehdenick auf, wo er zunächst von 1987 bis 1989 die BSG Aufbau trainierte und diese in die drittklassige Bezirksliga führte. 1997 und später 2005 bis 2008 betreute er den Landesligisten SV Zehdenick. Darüber hinaus wirkte er ab 1990 im Potsdamer und Berliner Raum, wo er vorwiegend bei Landesligisten tätig war (VfB Einheit zu Pankow, Eintracht Königs Wusterhausen (2000–2002), TSV Lichtenberg, MSV Rüdersdorf). Anfang 2009 übernahm er das Traineramt beim Kreisligisten Concordia Wilhelmsruh, den er nach einem halben Jahr zum Aufstieg in die achtklassige Bezirksliga führte. Im Jahr 2018 kehrte er wieder zum Kreisoberligisten FSV Eintracht 1910 Königs Wusterhausen zurück, den er bis heute trainiert. In der Saison 2019/20 erreichte er gemeinsam mit der Eintracht-Mannschaft den Wiederaufstieg in die Landesklasse.